# City of Carlisle
Carlisle is een district  met de officiële titel van city, in het graafschap Cumbria en telt 108.000 inwoners. Het werd gevormd op 1 april 1974 door de fusie van County Borough Carlisle en Rural District Border. De oppervlakte bedraagt 1039 km². Hoofdplaats is Carlisle, waar ook twee derde van de bevolking woont.
Van de bevolking is 17,9% ouder dan 65 jaar. De werkloosheid bedraagt 3,5% van de beroepsbevolking (cijfers volkstelling 2001).

## Civil parishesin district Carlisle
Arthuret, Askerton, Beaumont, Bewcastle, Brampton, Burgh by Sands, Burtholme, Carlatton, Castle Carrock, Cummersdale, Cumrew, Cumwhitton, Dalston, Farlam, Hayton, Hethersgill, Irthington, Kingmoor, Kingwater, Kirkandrews, Kirklinton Middle, Midgeholme, Nether Denton, Nicholforest, Orton, Rockcliffe, Scaleby, Solport, St Cuthbert Without, Stanwix Rural, Stapleton, Upper Denton, Walton, Waterhead, Westlinton, Wetheral.